# Vicente Atxa Uribe
Vicente Atxa Uribe (Oñate, Guipúzcoa, 14 de octubre de 1965) es catedrático de Ingeniería y rector de la Universidad de Mondragón (enero de 2015).

## Biografía
Estudió ingeniería técnica en electrónica en la Escuela Politécnica Superior de Mondragón e ingeniería electrónica Superior en la Escuela Técnica Superior de Ingeniería La Salle de la Universidad Ramon Llull de Barcelona. También tiene un doctorado en Electrónica y Comunicación de la Universidad de Staffordshire (Reino Unido) y un MBA ejecutivo de la Universidad de Mondragon.
Entre 1987 y 1989 trabajó como técnico de I+D+i en la cooperativa Ulma Packaging de Oñate. En 1989 también trabajó como técnico de I+D en Robin Sinar Laser (Hamburgo, Alemania), y posteriormente como profesor asistente de comunicaciones en la Universidad de Staffordshire.
En 1993 comenzó a trabajar como profesor en el Departamento de Electrónica de la Escuela Politécnica Superior de la Universidad de Mondragon, donde desarrolló su carrera profesional en dos áreas: docencia e investigación tecnológica y proyectos de innovación relacionados con la teoría de la señal y la comunicación.
En 2007 fue nombrado director general de la Escuela Politécnica Superior de la Universidad de Mondragón hasta enero de 2015; Desde esa fecha es rector de dicha Universidad.